# Gnome Commander
Gnome Commander ist ein zweispaltiger graphischer Dateimanager für Linux, der sich besonders gut in die Desktop-Umgebung Gnome integriert. Er basiert auf dem GIMP-Toolkit (GTK+-2) und der GIO-Bibliothek von GLib. Das Programm wird unter der GNU General Public License Version 2 verteilt und wurde in über 40 Sprachen übersetzt. Es gehört zum Paketumfang von einigen Linux-Distributionen wie Fedora oder Gentoo.

## Eigenschaften und Funktionsumfang
Gnome Commander gehört zu den Dateimanagern mit zweigeteiltem Hauptfenster. Dies ermöglicht die gleichzeitige Ansicht beispielsweise von einem Quell- und Zielverzeichnis für das Verschieben oder Kopieren von Dateien oder Verzeichnissen. Die Anzahl von Fenstern auf dem Desktop wird dadurch reduziert. Die Funktion wird auch als Splitview bezeichnet und lehnt sich an den Dateimanager Norton Commander an, der bereits 1984 diesen Modus unterstützte. Im Gnome Commander kann im Zweifenstermodus entweder eine horizontale oder eine vertikale Anordnung gewählt werden.
Die Bedienung erfolgt entweder nur mit der Tastatur, die durch den Einsatz von Tastenkombinationen ein sehr schnelles Arbeiten ermöglicht, oder in Kombination mit einer Maus. Tastenkombinationen und das Verhalten bei Betätigung einer bestimmten Maustaste sind frei konfigurierbar.
Da der Gnome Commander die Schnittstelle GIO verwendet, kann der Zugriff auf Netzwerkschnittstellen wie FTP, SMB, WebDAV und SSH erfolgen.
Schaltflächen ermöglichen den schnellen Zugriff auf Speichergeräte mit automatischem Ein- und Aushängen. Es gibt des Weiteren ein Lesezeichensystem für Ordner und einen integrierten Dateibetrachter für Text- und Bilddokumente. Der Inhalt von Ordnern lässt sich vergleichen und modifizieren. Eine integrierte Kommandozeile ermöglicht es Kommandozeilen-Befehle direkt wie in einem Terminal einzugeben.
Durch das integrierte Plugin File Roller werden zahlreiche Datenkompressions- und Packprogramme bzw. die entsprechenden Dateiformate wie beispielsweise ZIP-Dateien unterstützt.
Des Weiteren ist eine Unterstützung für Metadatensysteme wie Exif, IPTC und ID3-Tags für Ton und Video-Dateien und andere Dokumente (z. B. PDF) integriert. Diese Metadaten können beispielsweise mit Hilfe eines erweiterten Werkzeugs zum Umbenennen von Dateien genutzt werden. Durch die Unterstützung von Gnome-MIME-Typen ist es möglich, Dateien mit kontextbezogenen Programmen zu öffnen. Weiterhin ist es möglich, Aktionen in Abhängigkeit bestimmter Dateiendungen zu definieren, und diese Aktionen über ein Popup-Menü nach Rechtsklick auf die Datei zu starten.

## Versionsgeschichte
Die erste öffentliche Version des Gnome-Commanders wurde am 2. August 2001 zum Herunterladen bereitgestellt (Version 0.90-pre1 Released). Knapp 2 Jahre später, im Juni 2003, wurde Version 1.0, die erste als stabil deklarierte Version, veröffentlicht. Entwickelt wurde der Gnome Commander von der ersten veröffentlichten Version bis Januar 2004 (Version 1.1.6) von Marcus Bjurman. 2006 wurde die Entwicklung von Piotr Eljasiak und Assaf Gordon übernommen. Nachdem Piotr Eljasiak im Januar 2012 verstorben war und Assaf Gordon das Projekt offenbar verlassen hatte, übernahm Uwe Scholz die Betreuung des Gnome-Commanders. Nach längerer Arbeit am Quellcode wurde im Februar 2022 die Migration hinweg von der veralteten GnomeVFS Schnittstelle zu GIO bewerkstelligt und dies in Version 1.14.0 veröffentlicht.